# Feuerwehrbeil

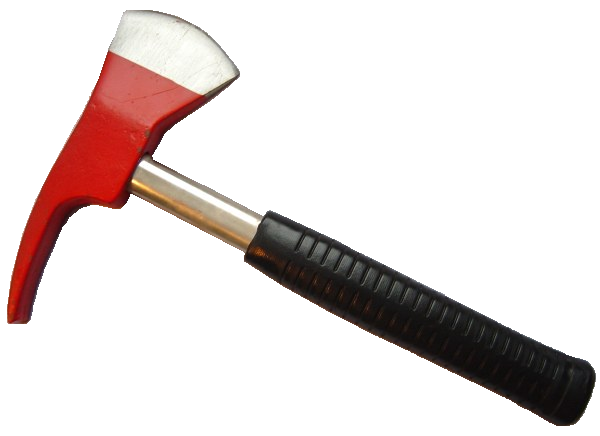
Feuerwehrbeil

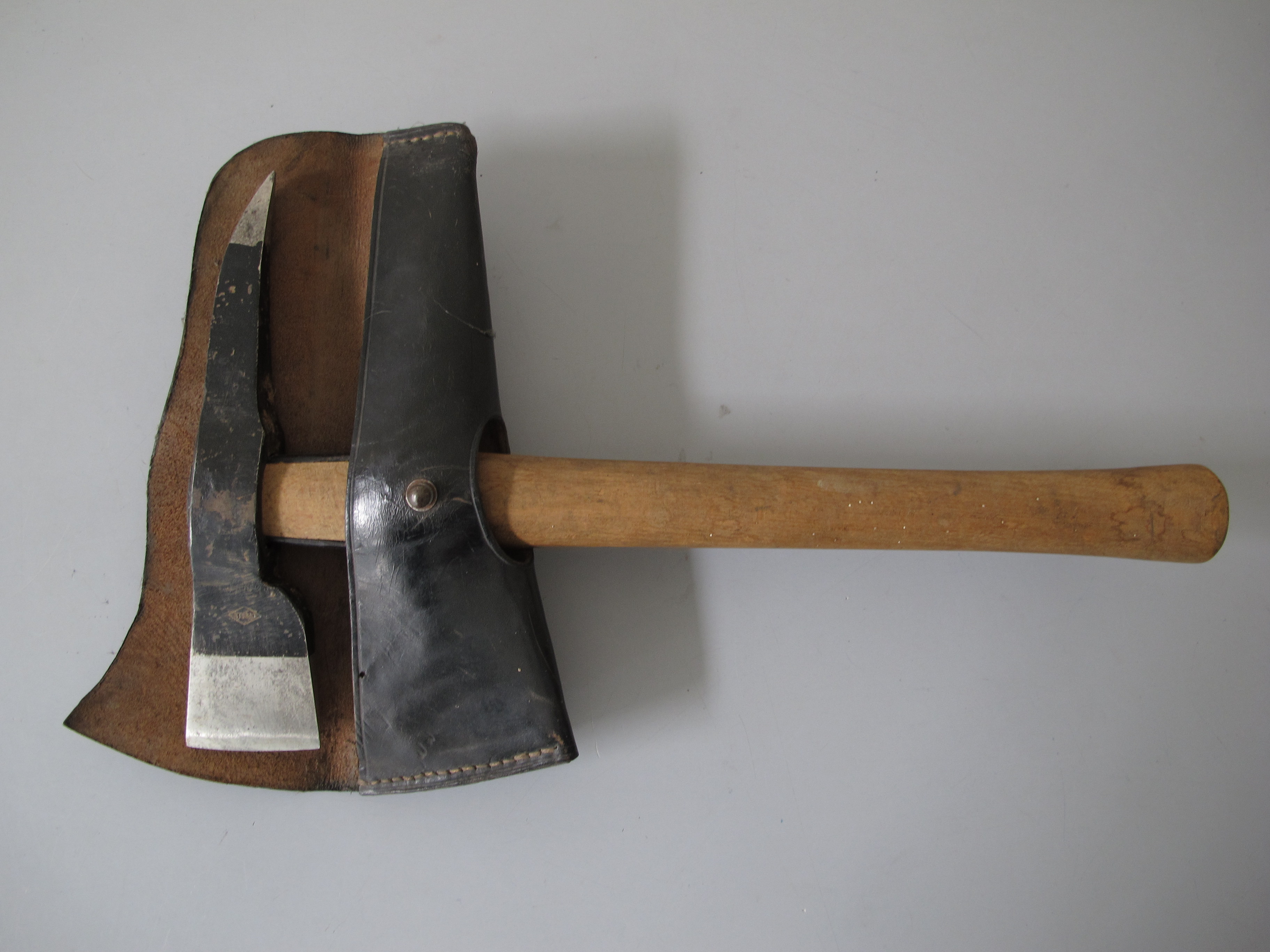
Altes Feuerwehrbeil

Das Feuerwehrbeil gehört zur erweiterten Ausrüstung von Feuerwehrangehörigen und kann am Feuerwehrhaltegurt befestigt werden. Das Beil ist in der DIN 14924-FBD genormt.
Das Feuerwehrbeil besteht – wie auch die Feuerwehraxt – aus einem Keil in Längsrichtung des Stiels und einer Dexel in Querrichtung. Die Dexel ist dabei so gefertigt, dass mit ihr bei Bedarf auch Unterflurhydrantendeckel angehoben werden können. Auch die Verschlüsse von Wandhydranten sind mit dem Dexel zu öffnen.
Daneben gibt es auch Feuerwehrbeile, die an der Unterseite einen Dreikantschlüssel haben, der zum Öffnen von Sperrstangen und Überflurhydranten vorgesehen ist.
In Österreich zählt heute das Feuerwehrbeil nicht mehr zur persönlichen Ausrüstung von Feuerwehrangehörigen, sondern wird nur optional mitgenommen, wie beispielsweise von einem Atemschutztrupp.